# Ebergőc
Ebergőc is een plaats (község) en gemeente in het Hongaarse comitaat Győr-Moson-Sopron. Ebergőc telt 139 inwoners (2001).

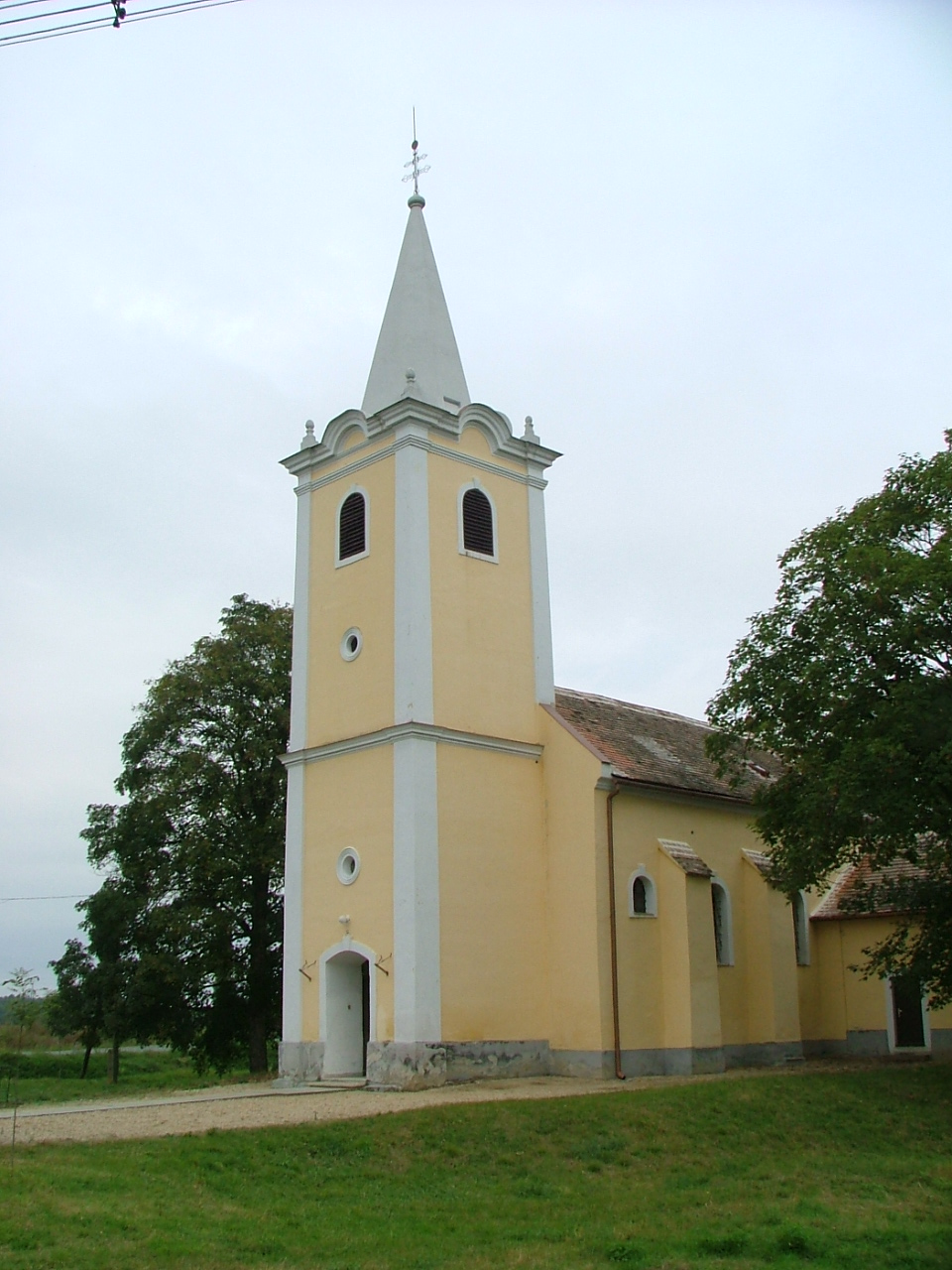
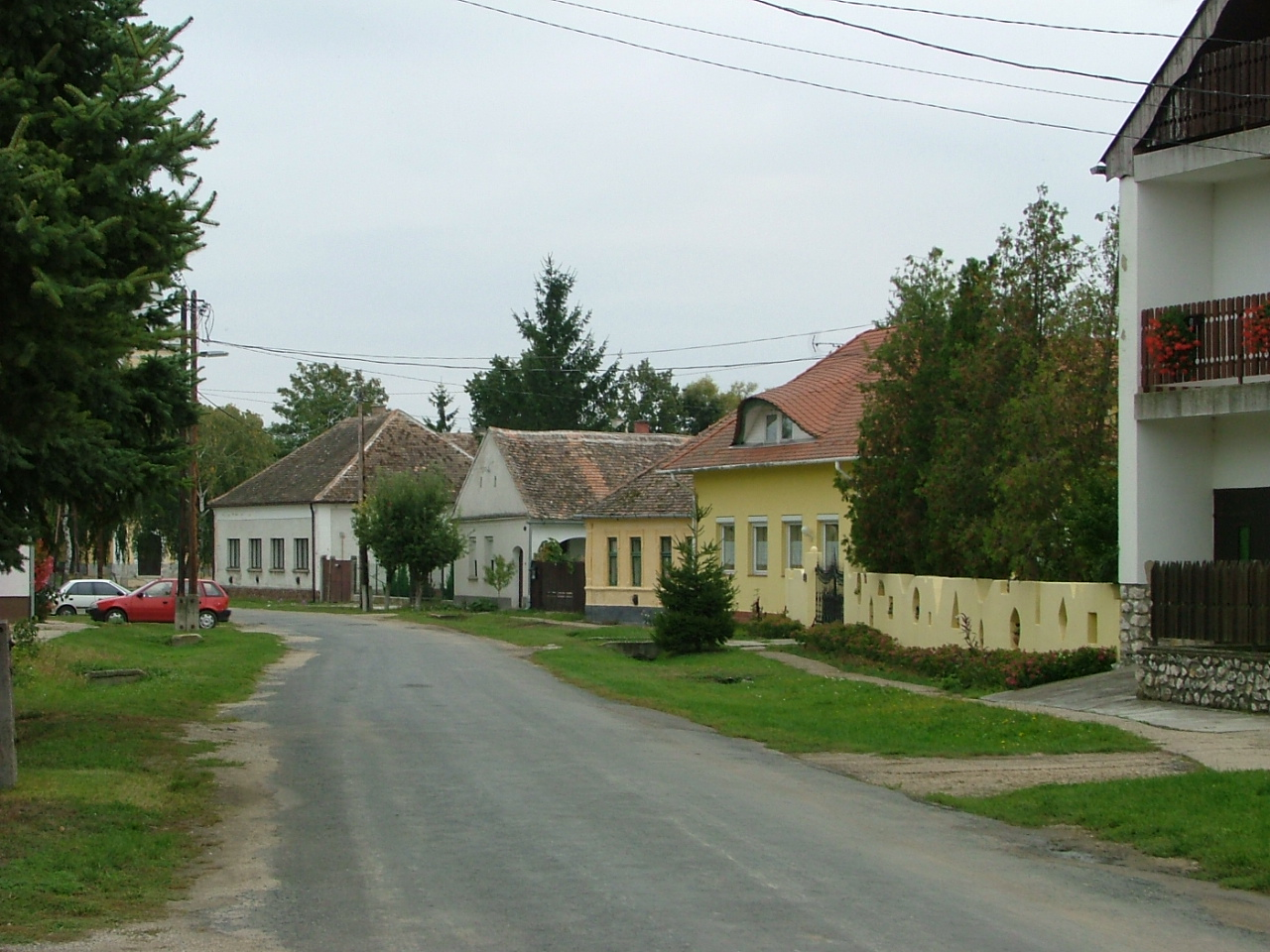